# Вчелаков
Вчелаков (чеш. Včelákov) је насељено мјесто са административним статусом варошице (чеш. městys) у округу Хрудим, у Пардубичком крају, Чешка Република.

## Становништво
Према подацима о броју становника из 2014. године насеље је имало 552 становника.